# L.A. Story
L. A. Story ist eine US-amerikanische Filmkomödie von Mick Jackson aus dem Jahr 1991. Die Hauptrolle wird von Steve Martin gespielt.

## Handlung
Harris K. Telemacher ist Meteorologe und lebt in L.A. Er ist unglücklich in seiner Beziehung mit Trudi und in seinem Beruf. Bei einem Mittagessen lernt er die britische Journalistin Sara McDowel kennen, in die er sich verliebt. Auf dem Heimweg haben Harris und Trudi eine Autopanne. Der Wagen kommt gerade noch in einer Haltebucht vor einem leuchtenden Wechselverkehrszeichen zum Stehen. Während Harris versucht, im Motorraum den Fehler ausfindig zu machen, macht das Verkehrszeichen Harris durch einen Funkenschlag auf sich aufmerksam. Das Verkehrszeichen gibt Harris ein Rätsel mit auf den Weg, dessen Lösung ihm mit seinen Problem helfen soll. Es kommt ihm gerade recht, dass seine Partnerin ihm eine Affäre gesteht und er sich von ihr trennen kann. Harris sucht wieder das Verkehrszeichen auf, das ihm verkündet, dass das Wetter sein Leben zweimal verändern wird. Auch in seinem Beruf gibt es bald eine Veränderung. Telemacher moderiert eine eher unkonventionelle Wettershow. Er zeichnet vorab eine Wettervorhersage für das Wochenende auf, in dem er Sonnenschein vorhersagt. In Wirklichkeit ist das Wochenende verregnet, infolgedessen kentert Harris’ Chef mit seinem Boot und entlässt Harris daraufhin. Dies ist das erste Mal, dass das Wetter sein Leben verändert, so wie es das Verkehrszeichen Harris vorausgesagt hat.
Telemacher und McDowel kommen sich bei einer gemeinsam besuchten Veranstaltung näher. Allerdings sind sie für das folgende Wochenende bereits Verpflichtungen eingegangen. Harris hat der 22-jährigen SanDeE* versprochen, mit ihr über das Wochenende zu verreisen, selbiges gilt für Sara und ihren Ex-Mann. Beide übernachten, ohne es zu wissen, im selben Hotel in den Nebenzimmern und hören mit, wie die jeweiligen Personen im Nebenzimmer mit ihren Liebhabern Sex haben. Da beide Paare nahezu zeitgleich die Zimmer verlassen, um das Restaurant aufzusuchen, kommt es zu einer Konfrontation.
McDowel möchte in ihre Heimat zurückkehren, das Flugzeug kann allerdings aufgrund eines rasanten Wetterumschwunges nicht starten. McDowel sieht dies als Zeichen und fährt – auf Anraten des Verkehrszeichens an der Autobahn – zu Telemachers Haus, wo sich die beiden in den Armen liegen. Telemacher bedankt sich bei dem Verkehrszeichen. Dies ist das zweite Mal, dass das Wetter Harris’ Leben verändert.

## Rezeption

### Kritiken
Roger Ebert lobte in der Chicago Sun-Times vom 8. Februar 1991 die Darstellung von Steve Martin.
René Malgo schrieb auf www.filmstarts.de, der Film sei nicht tiefgründig, aber könne „begeistern“. Die Darstellung von Sarah Jessica Parker bezeichnete er als „nervig“, die von Richard E. Grant als „bemüht“. Insgesamt gibt er dem Film die Bewertung Hervorragend.
Das Lexikon des internationalen Films schrieb, der Film sei eine „an Shakespeares ,Ein Sommernachtstraum' orientierte Liebeserklärung an die Stadt Los Angeles, die deren Verrücktheiten als liebenswerte Schrullen“ auslege. Er sei „[e]ine frische Komödie mit einem überzeugenden Darsteller, der einige seiner früheren Albernheiten abgelegt hat“.

### Kinoerfolg
L.A. Story lief erfolgreich in den Kinos, vor allem in den USA, wo er über 28 Millionen Dollar einspielen konnte. In Deutschland sahen 678.882 Menschen den Film in den Kinos.

## Trivia
Der Film enthält eine Parodie auf arrogante Szene-Restaurants. Beim Versuch des Hauptdarstellers, telefonisch einen Termin in den nächsten Tagen in einem solchen Restaurant zu bekommen, wird mit höhnischem Gelächter der Telefonhörer aufgelegt. Beim nächsten Versuch muss der Hauptdarsteller dem französischen Koch bei seiner Bank Einblick in seine finanzielle Situation geben; nun wird ihm zwar widerwillig der Besuch des Restaurants gestattet, doch das favorisierte Gericht "Ente" bleibt ihm verwehrt: 
"Die Ente kriegt er nicht!" 
"Wieso nicht?"
"Sie erwarten doch auf Ihrer finanziellen Basis nicht ernsthaft die Ente!?"